# Oláh Dániel
Oláh Dániel (Nagymihály, 1881. március 28. – Balatonfüred, 1923. szeptember 18.) vasmunkás, keresztényszocialista politikus, nemzetgyűlési képviselő, miniszter.

## Életpályája
Szülei: Oláh Gábor és Kovács Zsuzsanna voltak. Miskolcon végezte az elemit és az ipariskolát. Lakatos és kazánépítő lett. 1899–1919 között a Magyar Államvasútak (MÁV) gépgyárában volt kazánépítő. A Tanácsköztársaság bukása (1919) után a Friedrich-kormányban 1919. augusztus 27-től 1919. november 24-ig tárca nélküli miniszter volt. 1919 októberétől a Keresztény Nemzeti Egyesülés Pártjának ügyvezető alelnöke, 1920. májusától elnöke volt. 1920–1922 között nemzetgyűlési képviselő volt. 1920–1921 között a Munkás Újság hetilap felelős szerkesztője volt.